# Парзау
Парзау (нім. Parsau) — громада в Німеччині, розташована в землі Нижня Саксонія. Входить до складу району Гіфгорн. Складова частина об'єднання громад Броме.
Площа — 29,33 км2. Населення становить 1915 ос. (станом на 31 грудня 2021).